# Simomulyo
Simomulyo is een bestuurslaag in het regentschap Soerabaja van de provincie Oost-Java, Indonesië. Simomulyo telt 56.664 inwoners (volkstelling 2010).